# ジルコニウム
ジルコニウム（ラテン語: zirconium ラテン語発音: [zɪrˈkoː.ni.ʊ̃ˑ] ズィルコーニウム、英語発音: [zɜːɹˈkoʊniəm]）は、原子番号40の元素。元素記号は Zr。チタン族元素の1つ、遷移金属でもある。常温で安定な結晶構造は、六方最密充填構造 (HCP) のα型。862 ℃以上で体心立方構造 (BCC) のβ型へ転移する。比重は6.5、融点は1852 ℃。銀白色の金属で、常温で酸、アルカリに対して安定。耐食性があり、空気中では酸化被膜ができ内部が侵されにくくなる。高温では、酸素、窒素、水素、ハロゲンなどと反応して、多様な化合物を形成する。

## 名称
元素名は、宝石のジルコン（アラビア語で金色を表す zarqun）が語源。

## 用途

### 原子力
ジルコニウムは金属の中で熱中性子の吸収断面積が最小のため、ジルカロイと呼ばれるジルコニウム合金が原子炉の燃料棒の被覆材料（燃料被覆管）や沸騰水型原子炉用燃料集合体のチャンネルボックスの材料として利用される。燃料被覆管を形成する際には、原子炉に入れたときにα相（稠密六方格子）の底面に水素化物が析出しやすく、それが原因で被覆管が破損する可能性があるため、ロールダイスにより管を回転往復させながら圧延するピルガー式圧延法を用いる。沸騰水型軽水炉ではα領域内の高温 (580 ℃) で最終真空中で焼鈍した再結晶材を使用し、加圧水型軽水炉では再結晶が生じていない450 ℃程度真空中で焼鈍を行った歪み取り焼鈍材を使用する。

### セラミックス
二酸化ジルコニウムは、白色顔料などに使われている他、圧電素子、コンデンサー、ガラス、差し歯や歯のブリッジ、ボールベアリング、セラミックの刃物など、あるいは陽極酸化によって発色する特性を活かして宝飾品などに使われている。

## 歴史
1798年、マルティン・ハインリヒ・クラプロートがジルコンから発見。1824年にイェンス・ベルセリウスにより、フッ化カリウムジルコニウム（正確にはヘキサフルオロジルコニウム酸カリウム）をカリウムで還元することによって初めて金属分離された。
1944年、福島県塙町真名畑鉱山でジルコニウムの鉱脈が初めて発見される。第二次世界大戦中のことでもあり、国内で希元素が確保されたという点で話題となった。

## ジルコニウムの化合物
- ジルコン (ZrSiO4)
- 二酸化ジルコニウム (ZrO2) - 白色顔料、皮膚炎の治療薬の原料、模造ダイヤ（キュービックジルコニア）
- タングステン酸ジルコニウム(IV) (Zr(WO4)2) - 負の熱膨張率を示す物質
- 塩化ジルコニウム(III) (ZrCl3) - 反磁性物質
- 塩化ジルコニウム(IV) (ZrCl4) - 種々のジルコニウム錯体合成の出発物質
- チタン酸ジルコン酸鉛 (Pb(Zrx, Ti1-x)O3) - 強誘電性を利用した電子部品

### 酸化反応
高温での酸化反応、および陽極酸化反応は次式で表される。
{\displaystyle {\ce {Zr + 2H2O -> ZrO2 + 2H2}}}

## 国別の産出量ランキング
2011年における国別の産出量は以下の通りである(2011)。
| 順位 | 国               | ジルコニウム鉱の産出量(千トン) | 全世界での割合(%) |
| ---- | ---------------- | ------------------------------ | ----------------- |
| 1    | オーストラリア   | 762.0                          | 47.0              |
| 2    | 南アフリカ共和国 | 383.0                          | 23.6              |
| 3    | 中華人民共和国   | 150.0                          | 9.3               |
| 4    | インドネシア     | 130.0                          | 8.0               |
| 5    | モザンビーク     | 43.6                           | 2.7               |